# Eschweilera obversa
Eschweilera obversa är en tvåhjärtbladig växtart som beskrevs av John Miers. Eschweilera obversa ingår i släktet Eschweilera och familjen Lecythidaceae. Inga underarter finns listade i Catalogue of Life.